# ميكاه رايت
ميكاه رايت (بالإنجليزية: Micah Wright)‏ هو كاتب سيناريو أمريكي، ولد في 7 فبراير 1974 في لوبوك في الولايات المتحدة.

## وصلات خارجية
- ميكاه رايت على موقع IMDb (الإنجليزية)